# آلاگیاز
آلاگیاز (به ارمنی: Ալագյազ) روستایی در ارمنستان است که در استان آراگاتسوتن واقع شده‌است. آلاگیاز در ۴۴ کیلومتری شمالغرب آشتاراک، مرکز استان آراگاتسوتن واقع شده است.

## خصوصیات
آلاگیاز ۴۶۹ نفر جمعیت دارد و در ارتفاع ۲٬۰۵۰ متر بالاتر از سطح دریا قرار گرفته است.
| سال   | ۱۸۳۱ | ۱۸۷۳ | ۱۹۱۴ | ۱۹۳۱ | ۱۹۷۰ | ۱۹۷۹ | ۲۰۰۱ | ۲۰۰۴ |
| جمعیت | ۲۷۸  | ۱۹۶  | ۳۳۹  | ۵۲۳  | ۷۳۲  | ۷۱۰  | ۴۶۹  | ۵۳۶  |